# Электрон (стадион, Псков)
«Электрон» — спортивный комплекс и стадион в Пскове, расположен по адресу улица Киселёва, 1. Стадион являлся одним из трёх крупнейших в городе, наравне с «Машиностроителем» и «Локомотивом», и единственным крупным стадионом в районе Завеличья.
С 1990-х годов стадион приходил в упадок, к 2010-м годам находился в запустении. В 2021 году была демонтирована трибуна. В апреле 2023 года на территории, захватывающей часть бывших беговых дорожек, у участка, где располагалось главное полноразмерное поле, была открыта спортивная площадка. Здание с отревставрированным в 2010-х годах бассейном и спортзалами сохранено. Остальная территория спорткомпклекса по состоянию на 2023 год — в стадии обустройства, с 2015 года имелись различные варианты изменений.

## Строительство
Спортивный комплекс «Электрон» построен в 1970 году Псковским заводом радиодеталей «Плескава» на так называемом «Степановском лужке» по левому берегу реки Великая, при этом рабочие завода принимали непосредственное участие в строительстве. 1 августа на торжественной церемонии открытия директор завода И. Л. Дыкман отметил, что «нет ни одного цеха или участка, которые не приняли участия в строительстве стадиона — спортивный комплекс построен руками комсомольцев, молодёжи, ветеранов».
В первую очередь были устроены и возведены большое футбольное поле с беговой дорожкой и западной трибуной на 5000 мест, три волейбольные площадки, три баскетбольные площадки, теннисный корт, гимнастический городок и площадка для городошников. Позже появился крытый спортивный зал с плавательным бассейном, хоккейная коробка и несколько подсобных помещений. У футбольного поля планировалось возведение дополнительной восточной трибуны на 6000 мест, однако в итоге эти планы не осуществились.
На территории северной части стадиона в районе Степановского лужка в 1945—1949 годах функционировало кладбище немецких военнопленных. Было ликвидировано в начале 1960-х годов.

## Эксплуатация
Со дня основания спорткомплекс активно использовался для проведения соревнований по волейболу, баскетболу, лёгкой атлетике. По сообщениям местной прессы, на стадионе проходили турниры по силовому спорту (в частности, по перетягиванию каната), по спортивному туризму, здесь располагался финиш шоссейной многодневной велогонки по дорогам Псковской области. Несколько футбольных полей принимали матчи областного первенства, а также первенства СССР, где выступала главная псковская футбольная команда с одноимённым названием «Электрон» (позже переименованная в «Машиностроитель» и сменившая прописку).
В 1990-е годы завод радиодеталей пришёл в упадок, большинство производственных цехов было остановлено, и поддержка «Электрона» прекратилась, что привело к постепенному запустению стадиона. Несмотря на прекращение поддержки, псковичи продолжали пользоваться территориями комплекса: в подтрибунных помещениях базировалась легкоатлетическая команда, действовала картинговая трасса, регулярно проходили выставки собак, футбольные матчи и пр. В 1999 году на стадионе «Электрон» было проведено 10 матчей финального турнира Первенства России среди КФК.
В 2012 году частный инвестор полностью отремонтировал крытый бассейн, приведя его в соответствие современным стандартам: в настоящее время внутри действуют полноценный 25-метровый плавательный бассейн, малый детский бассейн, два спортивных зала, большой для занятий футболом, волейболом, баскетболом и малый для бокса, кикбоксинга, шейпинга. В декабре 2013 года территорию спорткомплекса приватизировала частная компания ООО «Электрон», директор компании, известный в городе предприниматель и депутат Олег Брячак, пообещал со временем восстановить и другие спортивные объекты комплекса: «Бассейн — только начало возрождения спорткомплекса „Электрон“. Мы обязательно приведем в порядок сам стадион. Спорт — одна из важнейших составляющих жизни человека, особенно на этапе его формирования».

## Скандал с перезонированием
В июле 2015 года собственник земельного участка, на котором расположен стадион, обратился в Комиссию по землепользованию и застройке города Пскова с заявлением о внесении изменений в «Правила землепользования и застройки г. Пскова»  — об изменении территориальных зон спортивного комплекса «Электрон» Р1 (рекреационная зона спортсооружений и пляжей) и Р4 (рекреационная зона отдыха, досуга и развлечений, туризма) на зону Ж-2 (зона малоэтажной застройки от 2 до 5 этажей). На 23 сентября в Пскове были запланированы публичные слушания по вопросу внесения изменений в Правила землепользования и застройки в отношении земельного участка по улице Киселёва, дом № 1. При этом сам Олег Брячак поддержал застройку и заявил, что «совершенно очевидно, что стадиона там не будет никогда».
Новость о ликвидации спорткомплекса с последующей застройкой его жилыми домами вызвала широкий общественный резонанс, в частности отмечалось, что район Завеличья и без того перегружен жилыми массивами, и жителям как раз не хватает мест для отдыха и занятий спортом. По мнению архитектора Ларисы Нуколовой, дома там строить нельзя, так как строительство жилых домов значительно увеличит нагрузку на этот микрорайон: возрастёт нагрузка на близлежащие сады и школы, социальные учреждения, понадобится решать вопрос транспортной доступности.
В 2015 году информационным порталом «Псковская лента новостей» был произведён опрос, по результатам которого 68 % респондентов высказались резко негативно по отношению к идее застройки стадиона жилыми домами, в то время как 15 % отнеслись к этому просто негативно и лишь 7 % одобрили такое решение. Была создана онлайн-петиция «Оставьте стадион «Электрон» городу Пскову, не дайте строить многоэтажки!!!!», набравшая за месяц существования почти тысячу подписей. Появилось сообщество активистов «Защитим стадион Электрон», борющихся за сохранение стадиона, куда входит уже более тысячи человек. Организован сбор подписей в поддержку «Электрона» — организаторы планируют собрать около 50 тыс. подписей, чтобы привлечь к этой проблеме внимание властей.
16 июня 2020 года на сессии Псковского областного собрания был изменён проект зон охраны церкви Жён Мироносиц, располагающейся по соседству на территории Мироносицкого кладбища, предполагающий и корректировку режима использования земель спорткомплекса и левого берега реки Великой. Поводом для изменений утверждённого в 2015 году документа послужило обнаружение ещё одного объекта культурного наследия — колокольни надвратной. На средства инвестора на территории «Электрона» планировалось создание мультимедийного исторического парка-музея «Россия — моя история» и ряда сопутствующих объектов с соответствующей инфраструктурой, при этом для части территории были повышены допустимые пределы по высоте застройки до 36 метров, что вызвало заметный общественный резонанс. Решение о перезонировании было принято с соотношением 30 — «за» и 1 — «против» (Лев Шлосберг) при 9 не голосовавших. Инициаторами создания проекта «Россия — моя история» в Пскове выступили митрополит Тихон Шевкунов и Губернатор Псковской области Михаил Ведерников. Сроки открытия парка переносились (возведение здания началось в 2021 году), на прилегающей территории рядом с комплексом планировалось создать масштабный музейно-выставочно-спортивно-образовательный кластер с рядом объектов (историко-краеведческий центр, многофункциональный центр дополнительного образования, музыкально-художественная школа, центр сопровождения семьи и центр здоровья, гостиницы с объектами общепита, школа историко-лингвистического профиля). В конце 2022 года стало известно об изменении места расположения музея «Россия — моя история», в бюджетном послании Михаила Ведерникова Псковскому областному собранию 29 декабря заявлено, что «здание, которое раньше было определено под музей, станет Центром для одарённых детей».

### Комментарии
1. ↑  21 августа 2021 года было единочно удалено создателем данной группы Вконтакте Михаилом Семёновым (экс-директором стадиона «Электрон»[16]). Часть материалов сохранилась по другим ссылкам[17]. Создано новое сообщество (группа Вконтакте) «Возрождаем стадион Электрон»[18].